# Griekenland op de Olympische Winterspelen 2006
Tijdens de Olympische Winterspelen van 2006 die in Turijn werden gehouden nam Griekenland voor de 16e keer deel aan de Winterspelen.
Drie mannen en twee vrouwen vertegenwoordigden Griekenland op deze editie. Ze namen deel bij het alpineskiën, biatlon en langlaufen. Er werden geen medailles gewonnen.

## Deelnemers
| Sport               | Naam                   | Discipline             | Klassering | Resultaten                               |
| ------------------- | ---------------------- | ---------------------- | ---------- | ---------------------------------------- |
| Alpineskiën mannen  | Vassílis Dimitriádis   | Reuzenslalom Slalom    | - 23e      | 1e run dnf 1e run 57,38, 2e run 54,00    |
| Alpineskiën vrouwen | Magdalini Kalomirou    | Reuzenslalom Slalom    | 39e -      | 1e run 1.15,28, 2e run 1.21,17 1e run dq |
| Biatlon mannen      | Stavros Christoforidis | 10 km sprint 20 km     | 85e 88e    | 32.48,3 (3) 1:13,13,3 (11)               |
| Langlaufen          | Lefteris Fafalis       | 1,5 km sprint, mannen  | -          | kw. 2.20,33, 4e heat 2.27,7              |
| Langlaufen          | Panagiota Tsakiri      | 1,5 km sprint, vrouwen | -          | kw. 2.43,28                              |

Albanië · Algerije · Amerikaanse Maagdeneilanden · Andorra · Argentinië · Armenië · Australië · Azerbeidzjan · België · Bermuda · Bosnië en Herzegovina · Brazilië · Bulgarije · Canada · Chili · China · Chinees Taipei · Costa Rica · Cyprus · Denemarken · Duitsland · Estland · Ethiopië · Finland · Frankrijk · Georgië · Griekenland · Groot-Brittannië · Hongarije · Hongkong · Ierland · IJsland · India · Iran · Israël · Italië · Japan · Kazachstan · Kenia · Kirgizië · Kroatië · Letland · Libanon · Liechtenstein · Litouwen · Luxemburg · Macedonië · Madagaskar · Moldavië · Monaco · Mongolië · Nederland · Nepal · Nieuw-Zeeland · Noord-Korea · Noorwegen · Oekraïne · Oezbekistan · Oostenrijk · Polen · Portugal · Roemenië · Rusland · San Marino · Senegal · Servië en Montenegro · Slovenië · Slowakije · Spanje · Tadzjikistan · Thailand · Tsjechië · Turkije · Venezuela · Verenigde Staten · Wit-Rusland · Zuid-Afrika · Zuid-Korea · Zweden · Zwitserland